# Hội An
Hội An est une ville du Viêt Nam, située dans la province de Quảng Nam, à trente kilomètres au sud de Đà Nẵng, sur le fleuve Thu Bồn, quasiment à son embouchure. Elle compte environ 120 000 habitants. La vieille ville de Hội An a été inscrite au patrimoine mondial de l'UNESCO le 4 décembre 1999. Jadis, Hội An était appelée Faifo en français, nom d'usage officiel pendant la période coloniale. La vieille ville de Hội An demeure un exemple exceptionnellement bien préservé de port d’Extrême-Orient .

## Histoire
Hội An était une ville prospère, située sur les routes maritimes du commerce de la soie. Elle connut une expansion à partir du XVe siècle, les riches marchands y installèrent des comptoirs et construisirent de grandes et solides maisons en bois. À la suite de l'ensablement de la rivière, l'activité du port a décliné au profit de celui de Đà Nẵng. Il n'est plus fréquenté que par des sampans.

## Architecture
Divers styles architecturaux se retrouvent à Hội An : chinois, japonais, français. Huit cent quarante-quatre bâtiments sont répertoriés pour leurs intérêts historique et architectural. La ville est construite sur 2 axes perpendiculaires dont la rue Tran Phu qui mène au pont Japonais. Celui qui est parallèle à la rivière dispose de nombreux bâtiments commerciaux. Les clients peuvent y accéder facilement alors que l’arrière de ceux-ci promeut les échanges des marchandises transportées par bateau.
Certaines toitures sont recouvertes de milliers de tuiles concaves et convexes, de style yin et yang. Ce symbole se retrouve également sur les portes des maisons et protège ainsi ses habitants.
La stagnation économique du XIXe siècle à cause de l’ensablement de la rivière a porté à la ville seulement  un préjudice sur le plan du développement, par contre les vestiges uniques issus des cultures étrangères ainsi que des communautés autochtones ont été préservés. De plus, en raison de la stagnation économique, la ville a conservé un tissu urbain traditionnel. 
L'un des monuments les plus intéressants est le pont Japonais (Chùa Cầu), un pont couvert construit en 1593 pour relier les quartiers habités par les communautés chinoises et japonaises. Chaque extrémité est gardée par un couple de statues, figurant des chiens d'un côté et des singes de l'autre. De nombreuses maisons sont construites dans un bois noir et très dur, le jaquier.
Les maisons aux façades colorées de jaune et aux volets turquoise qui se reflètent dans la rivière, le trafic des sampans, son marché riche aux mille produits, parfums et saveurs sont autant d'images typiques de la ville. Au petit matin, les pêcheurs amènent leurs prises nocturnes au très pittoresque marché aux poissons.

## Climat
La ville de Hoi An connait seulement deux saisons à l'année : la saison des pluies et la saison sèche. La saison des pluies s'étend de septembre à janvier avec de fortes précipitations et inondations qui affectent le tourisme local. Le mois le plus pluvieux à Hoi An est octobre. La haute saison commence en février jusqu'à mai avec des températures douces et agréables et des pluies moins fréquentes. La température moyenne annuelle s'élève à 29°C. Les mois les plus chauds sont de juin à août avec une température qui peut atteindre jusqu'à 40°C en pleine journée. Novembre à janvier est la période la plus froide avec une température minimale de 20°C.

## Fleuve Thu Bôn
Le fleuve Thu Bôn est l’un des fleuves les plus pittoresques du Vietnam, et que l’on rencontre fréquemment dans les poésies. Il prend sa source sur le mont Ngoc Linh à une altitude de 2598 m puis descend la région montagneuse du sud-ouest avant de recevoir les rivières Tiên et Tranh à Quê Tân, puis se jette dans la mer orientale ou Biển Đông, à son embouchure de Cua Dai, après avoir traversé les communes de Quê Son, Dai Lôc, Duy Xuyên, Diên Ban et finalement Hôi An (Quang Nam)

## Tourisme
En dehors de la vieille ville de Hoi An, où l'on, trouve notamment le temple de Quan Cong, il existe une multitude de lieux que l'on peut visiter aux alentours : 
- Tra Que, jardin éco-biologique
- Water coconut, village de cocotiers immergés dans l'eau
- Plages An Bang et Cua Dai
- Cam Kim, village authentique très peu touristique (10 minutes de Hội An) : artisans (sculpteurs de bois notamment)
- Village de la menuiserie: Kim Bong
- Village de la poterie: Thanh Ha
- Musée Precious Heritage, musée du photographe français Réhahn sur les ethnies du Vietnam
- Iles Cham
- Maisons Anciennes (Tan Ky, Phung Hung, Quan Thang)
- Salles de réunion (Canton, Fujian, Trieu Chau, etc.)[5]
- Le quartier français de Hoi An ( Rue Phan Boi Chau )

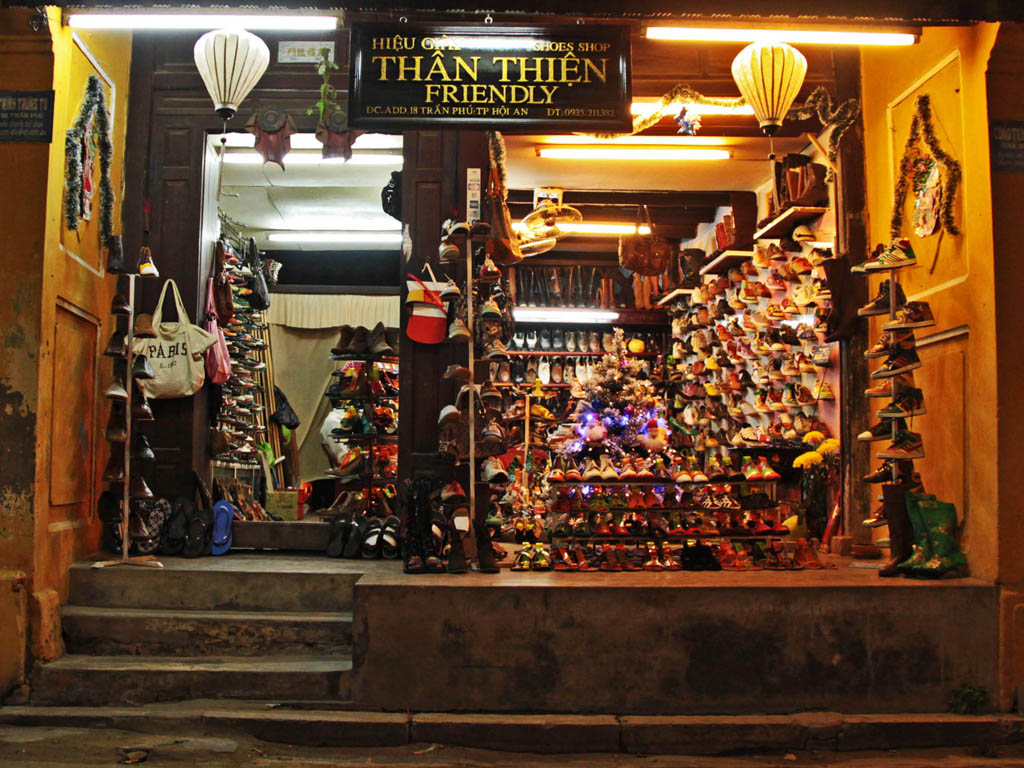
Boutique typique d'Hoi An
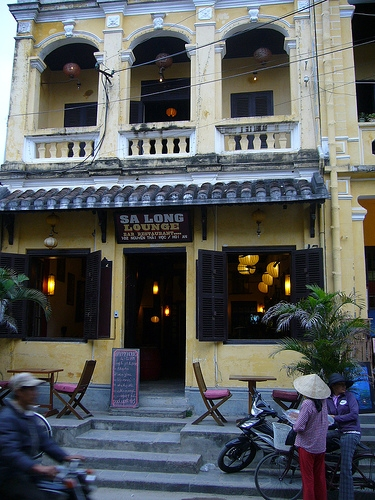
Style colonial de la vieille ville d'Hoi An
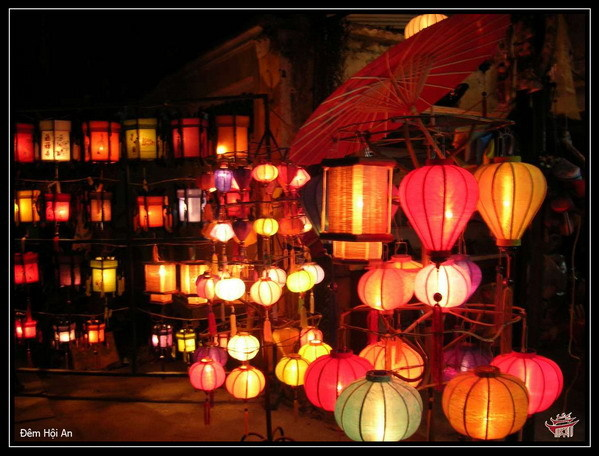
Lanternes artisanales d'Hoi An
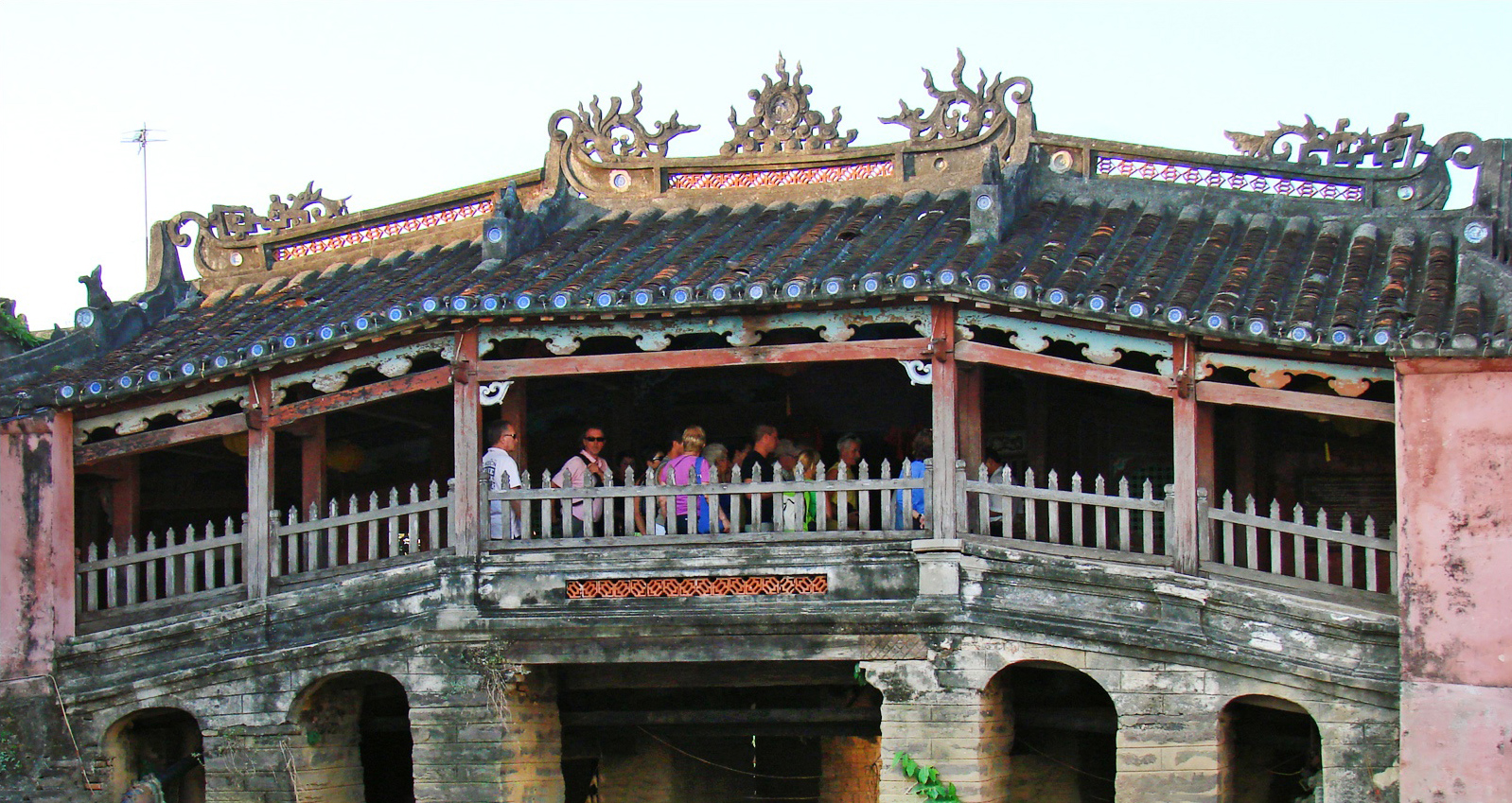
Pont Japonais
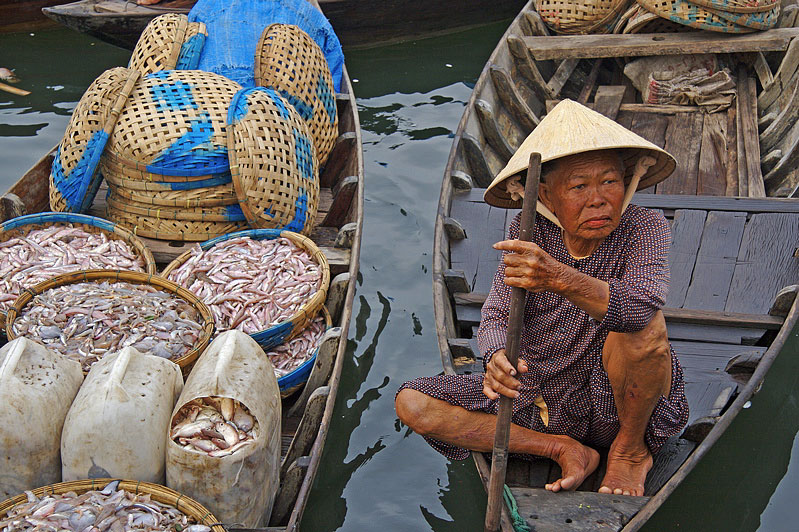
Le marché aux poissons
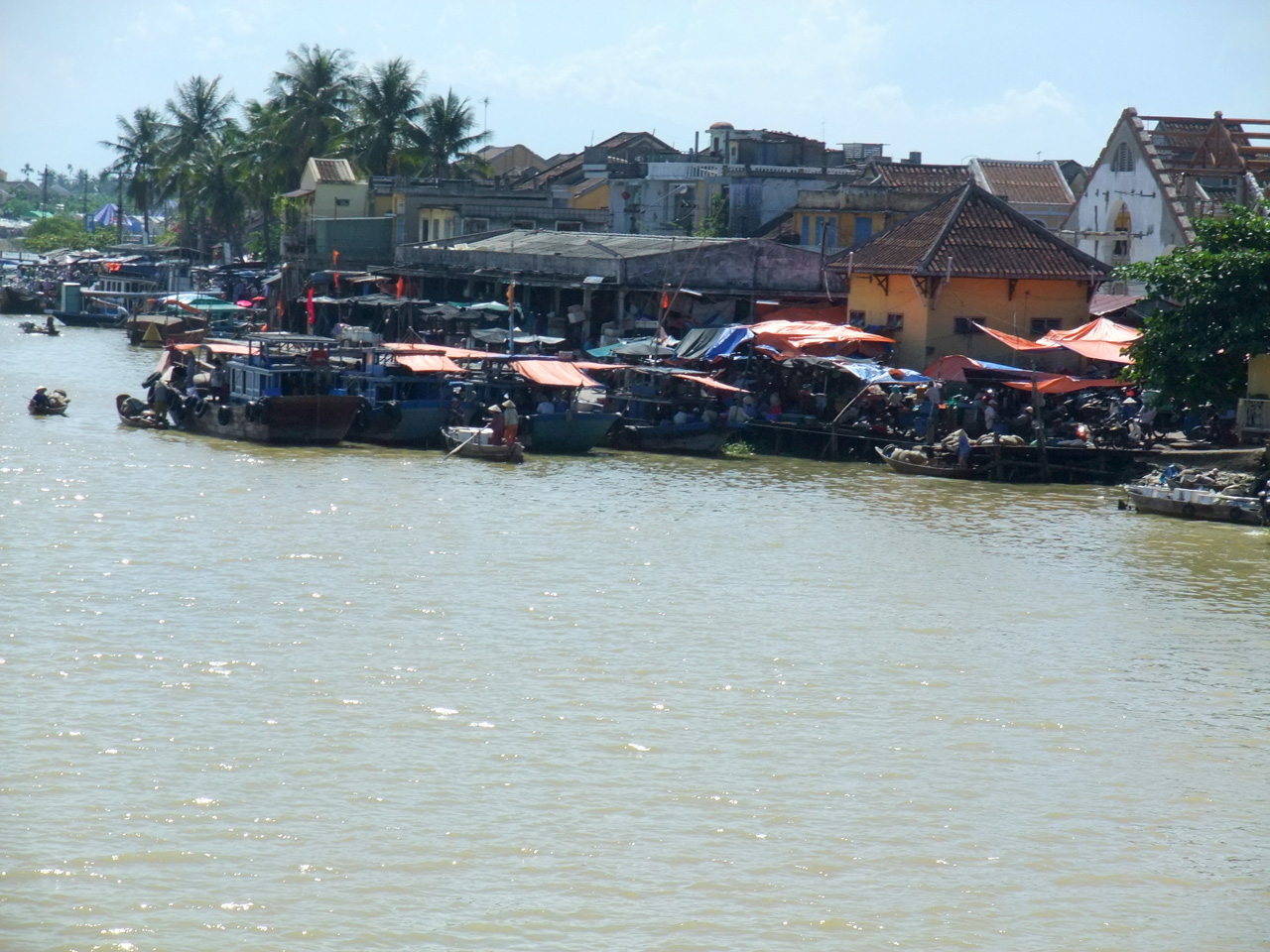
Le fleuve Thu Bồn
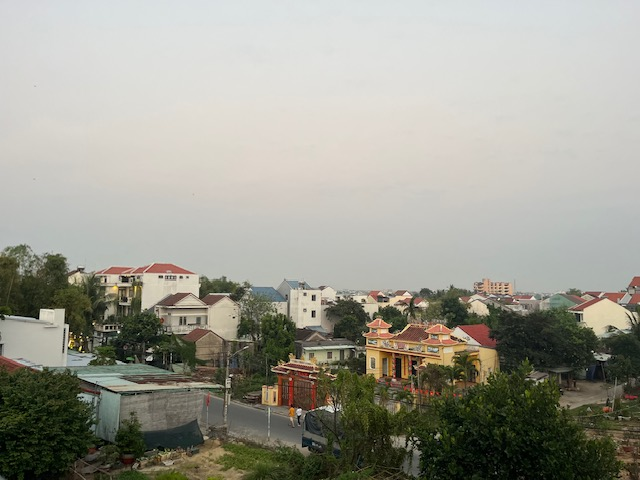
Inside the city of Hoi An